# La Nuit et le Sommeil
La Nuit et le Sommeil – en anglais Night and Sleep – est un tableau réalisé par la peintre britannique Evelyn De Morgan en 1878. De format horizontal, cette huile sur toile est une allégorie exécutée dans un style préraphaélite. Inspirée par La Naissance de Vénus de Sandro Botticelli, elle représente la Nuit et le Sommeil assombrissant le ciel d'un paysage qu'ils survolent en dispersant, les yeux mi-clos, des pavots de couleur rose. L'œuvre est conservée au sein de la collection De Morgan et est exposée dans Cannon Hall, à Barnsley, dans le Yorkshire du Sud.